# 山代久原インターチェンジ
山代久原インターチェンジ（やましろくばらインターチェンジ）は、佐賀県伊万里市山代町久原に設置されている西九州自動車道のインターチェンジである。無料区間にあるため、料金所は設置されていない。

## 道路
- E35 西九州自動車道

## 接続する道路
- 国道204号

## 歴史
- 2015年（平成27年）3月14日 : 山代久原IC - 今福IC間開通。

## 周辺
- 松浦鉄道西九州線 波瀬駅

## 隣
E35 西九州自動車道（伊万里松浦道路）
（仮称）楠久IC  - （未開通）-　山代久原IC - 今福IC

## 参考資料
- 長崎新聞（2015年（平成27年）3月15日号）